# Disney's Polynesian Resort
Disney's Polynesian Resort est l'un des hôtels du complexe de Walt Disney World Resort en Floride. Avec le Disney's Contemporary Resort, lui aussi ouvert le 1er octobre 1971, c'est le plus vieux des hôtels du complexe. Il est situé sur les rives du Seven Seas Lagoon côté parking et fait face au Magic Kingdom.
Il fut rénové et agrandi en 1985, trois nouveaux bâtiments furent ainsi ajoutés totalisant 855 chambres. En 1998 en raison d'un plan général de rénovation des hôtels du complexe, les chambres furent à nouveau rénovées. En 2001 la piscine fut redécorée sous un aspect plus tropical avec un volcan, une jungle et des cascades. L'ancienne consistait en un simple bassin circulaire.
Le 6 mai 2014, Disney annonce le renommage de l'hôtel en plus de l'ajout des chambres de type Disney Vacation Club et de nouveaux restaurants

## Le thème
C'est le paradis tropical des îles de la Polynésie qui sert de thème à cet hôtel. C'est le seul thème à ne pas être située sur la partie continentale des États-Unis. Un spectacle traditionnel, le Polynesian Luau est donné dans Luau Cove.

## Les bâtiments
L'hôtel est constitué de 14 bâtiments dont 11 qui contiennent des chambres. Il s'étale sur près de 15 ha. L'architecture reprend celle des temples et maisons communes Maui s. Le toit en est élevé pour accueillir les âmes des ancêtres. Les bâtiments sont en bois de cèdre et prennent le nom des îles du pacifiques. En octobre 1999 certains bâtiments furent renommés pour correspondre aux vraies îles de la Polynésie car avant certains noms étaient des inventions.
Le bâtiment principal, nommé Great Ceremonial House possède un toit soutenu par 74 poutres s'élevant à 14m de haut, se croisant à leur sommet. La moitié des poutres maintient la partie nord du toit tandis que l'autre maintient le sud. Il abrite plusieurs restaurants et l'accueil de l'hôtel. Un terminus du monorail y est accolé côté sud, tandis que la marina et la piscine au volcan sont situés côté nord.
L'espace au nord de la Great Ceremonial House héberge plus de 75 variétés de plantes tropicales dont des orchidées, des bananiers, des cocotiers et des gardénias au pied d'une cascade jaillissant de roches volcaniques.
Les bâtiments situés à l'ouest du principal sont : Tuvalu, Fidji, Aotearoa et Tonga, ainsi que le Luau Cove.
Les bâtiments situés à l'est du principal sont : Samoa, Hawaii, Niue, Rarotonga et Tokelau, autour de la seconde piscine. Dans un angle un bâtiment (sans nom?) abrite entre autres des boutiques et le Neverland Club.
Encore plus à l'ouest le Tahiti et le Rapa Nui sont situés à la porte du centre de transport.
Le 17 septembre 2013, Disney Vacation Club annonce l'ouverture en 2015 d'appartements en temps partagé au sein du Disney's Polynesian Resort dans un nouveau bâtiment accompagné d'une rénovation de l'hôtel. Le 7 janvier 2015, Disney annonce la mise en vente des nouvelles villas Disney Vacation Club à compter du 12 janvier 2015 et l'ouverture pour le 1er avril,. Le 4 avril 2015, les 20 nouvelles villas nommées Bora Bora construites sur pilotis sont désormais disponibles à la location
,. Elles ouvrent le 1er juillet.

## Les services de l'hôtel
| L'hôtel est desservi par le Walt Disney World Monorail, la station est accessible depuis la Great Ceremonial House. |

### Les chambres
Les chambres sont assez spacieuses, avec un balcon et peuvent accueillir 5 personnes. Les chambres des bâtiments Tokelau, Tahiti et Rapa Nui, construits en 1985, sont un peu plus grandes que les autres.
Elles possèdent tout le "confort moderne" dont la télévision avec le câble, une cafetière, un réfrigérateur, un accès Internet, un téléphone double ligne avec messagerie, un fer à repasser et un sèche-cheveux.
Les suites peuvent héberger jusqu'à neuf personnes et sont toutes situées dans le bâtiment Tonga et le Hawaii.
Les prix en 2005, d'après le site officiel, pour une nuit débutent à partir de
- 299 $ pour une chambre avec vue sur les jardins
- 385 $ pour une chambre avec vue sur le lac
- pour les suites
  - 680 $ pour les suites d'une chambre (5 personnes)
  - 1 190 $ pour les suites Princess avec 2 chambres, 2 salles de bains et un frigo (jusqu'à 9 personnes)
  - 1 805 $ pour les suites King Kamehameha sur deux niveaux, avec 2 chambres, 3 salles de bains et une pièce d'eau ainsi qu'une cuisine (jusqu'à 6 personnes)

Ces prix varient en fonction des saisons, ne comprennent pas les taxes éventuelles.
Une partie des 847 chambres d'origine ont été transformées en appartements Disney Vacation CLub. La répartition est désormais de 492 chambres, 380 villas et 20 bungalows

### Les restaurants et bars
- Captain Cook's Snack Company est au rez-de-chaussée du Great Ceremonial House et sert des petits-déjeuners "continentaux" et des snacks en 24 heures sur 24.
- A l'étage du Great Ceremonial House, le Kona Cafe est un restaurant familial proposant des saveurs asiatiques sauf pour le petit-déjeuner plus dans la tradition américaine. Il remplace depuis le 23 novembre 1998, le Coral Isla Cafe.
- A l'étage du Great Ceremonial House, 'Ohana est un "grand" restaurant qui sert dans un immense "feu de camp" des plats grillés avec parfois la présence de personnages Disney.
  - Un bar appelé Tambu jouxte le 'Ohana et permet de déguster un apéritif ou un cocktail dans une ambiance tropicale.
- Barefoot Bar est un bar bordant la piscine qui s'ouvre en fonction des saisons.
- Le bâtiment du Luau Cove propose un dîner spectacle.

### Les boutiques
- Tiki Boutique située en face de la réception propose des vêtements et des souvenirs sur la Polynésie. (ouverte août 2006)
- News from Civilization au rez-de-chaussée du Great Ceremonial House est un espace presse-librairie ainqi qu'une boutique d'articles sur la Polynésie.
- Situé à côté, Robinson Crusoe Esq est une boutique de vêtements quotidien pour homme, sur le thème des îles
- Au même niveau, Polynesian Princess est le pendant féminin avec des habits colorés et des maillots de bains.
- A l'étage, Trader Jack's propose des souvenirs du Walt Disney World.
- Grog Hut permet d'acheter des alcools, des boissons des sandwichs salé ou tout autres produits afin de casser la croûte.

### Les activités possibles
L'hôtel comprend plusieurs aménagements pour y pratiquer diverses activités.
- Un centre de jeux vidéo, baptisé Moana Mickey's Arcade dans un bâtiment derrière le Rarotonga
- Une marina la location de bateaux à voile permet de découvrir le Seven Seas Lagoon
- Deux piscines
  - la Volcano Pool est la piscine principale, située le long de la marina, face à la Great Ceremony House. Elle a été rénovée à partir de 1999 et a ouvert le 10 mars 2001[9] pour ajouter une entrée de profondeur zéro. Un volcan miniature sert de support à une cascade et un toboggan.
  - la East Pool et une piscine plus calme située à l'est dans le "quartier des suites".
- trois plages :
  - a l'ouest du Tuvalu rejoignant le Disney's Grand Floridian Resort
  - derrière le Hawaii accessible depuis la Volcano Pool
  - derrière le Tahiti rejoignant le centre de transport.

Il comprend aussi deux exclusivités pour le complexe :
- le Neverland Club
- le Polynesian Luau

#### Neverland Club
C'est un espace de jeux pour les enfants de 4 à 12 ans sur le thème des premières séquences du film Peter Pan. L'entrée se fait par la chambre de Wendy et se poursuit par le ciel de Londres avant d'arriver au Pays des Enfants Perdus. 

cet espace est située dans un bâtiment derrière le Rarotonga avec la salle d'arcade. L'accès est payant (environ 10 $) et possible de 17h à minuit. Un buffet est accessible pour les enfants entre 18h et 20h.

#### Polynesian Luau
Situé à Luau Cove c'est un spectacle traditionnel de danseurs hawaïens le Lūʻau  avec un repas polynésien comprenant des cracheurs de feu et des danseuses en pagne. Il débute en 1973. Le spectacle dure 45 minutes et le repas d'un prix compris entre 30 et 75 $.
En 2002 le spectacle a été légèrement modifié pour être renommé en Disney's Spirit of Aloha Show et inclus dorénavant les personnages de Lilo et Stitch dans un morceau intitulé Hawaiian Roller Coaster.